# سيزار غونزاليس مارتينيز
سيزار غونزاليس مارتينيز (بالإسبانية: César González Martínez)‏ هو دبلوماسي ومحامي وسياسي فنزويلي، ولد في 14 ديسمبر 1904 بسان كريستوبال في فنزويلا، وتوفي في 9 يوليو 1984 في نفس البلد. انتخب عضو مجلس نواب فنزويلا.